# 1289 Kutaissi
1289 Kutaissi је астероид главног астероидног појаса са пречником од приближно 25,62 .
Афел астероида је на удаљености од 3,028 астрономских јединица (АЈ) од Сунца, а перихел на 2,690 АЈ.
Ексцентрицитет орбите износи 0,059, инклинација (нагиб) орбите у односу на раван еклиптике 1,613 степени, а орбитални период износи 1766,382 дана (4,836 године).
Апсолутна магнитуда астероида је 10,73 а геометријски албедо 0,137.
Астероид је откривен 19. августа 1933. године.